# 1041
سنة 1041 كانت سنة بسيطة تبدأ يوم الخميس (الرابط يظهر نموذج التقويم الكامل للسنة) من التقويم اليولياني.

## مواليد
- ابن النحوي.
- ابن القطاع الصقلي.
- البغوي، (بالتقريب).

## وفيات
- أبو الطيب داود بن عبد الرحمن
- تانكريد هوتفيل
- محمد الغزنوي
- ميخائيل الرابع البافلاغوني